# Apicia venosaria
Apicia venosaria là một loài bướm đêm trong họ Geometridae.